# Coryneum opacum
Coryneum opacum är en svampart som beskrevs av Speg. 1888. Coryneum opacum ingår i släktet Coryneum och familjen Pseudovalsaceae.   Inga underarter finns listade i Catalogue of Life.